# 국제장애인e스포츠연맹
국제장애인e스포츠연맹 (國際障礙人e - 聯盟, International e-Sports Federation for the Differently Abled, 약칭 IeSA) e스포츠진흥법에 따라 대한민국을 주도로 세계 14개국이 모여 2012년 4월 19일에 설립된 국제 장애인 e스포츠 단체이다. 2022년 11월 현재 국제장애인e스포츠연맹 총재는 임윤태(Lim, Yun-Tae) 변호사이며 사무총장은 여형일(Yeo, Hyeong-Il) 우석대학교 교수이다.  

설립이후 국제장애인e스포츠연맹의 사무총장을 엮임한 인사는 경동대학교 송성록 교수와 전)대한장애인e스포츠연맹 최우석 사무국장이다.  
1. ↑  http://www.gamechosun.co.kr/article/view.php?bid=10&num=88574